# Степовое (Станично-Луганский район)
Степовое (укр. Степове) — посёлок, относится к Станично-Луганскому району Луганской области Украины.
Население по переписи 2001 года составляло 184 человека. Почтовый индекс — 93624. Телефонный код — 6472. Занимает площадь 0,83 км².

## История
В 1945 г. Указом ПВС УССР населенный пункт Степной участок колхоза «Москва-Донбас» переименован в хутор Степовый.

## Местный совет
93624, Луганська обл., Станично-Луганський р-н, с-ще Широкий, вул. Леніна, 1 (укр.)